# 長崎オランダ村
座標: 北緯32度59分55.83秒 東経129度45分28.39秒 / 北緯32.9988417度 東経129.7578861度
長崎オランダ村（ながさきオランダむら、英語表記:Nagasaki Holland Village）は、かつて長崎県西彼杵郡西彼町（現・西海市）にあったテーマパーク。佐世保市のテーマパークハウステンボスのルーツとなった施設である。1983年（昭和58年）開園、2001年（平成13年）10月21日に閉園。
跡地は2003年（平成15年）に西海市が購入し、2005年（平成17年）に食のテーマパークキャスビレッジ（cas village）として再生したが、約半年で破綻した。キャスビレッジ破綻後の跡地の一部には、2010年（平成22年）5月6日に西海市役所西彼総合支所と長崎県県央振興局農林部西海事務所が移転した。西海市は2015年（平成27年）春にも一部を再オープンさせる方針で管理運営事業者を公募し、同市にある動物園の長崎バイオパークの運営企業等が設立する新法人ホーランド・ヴィレッジ（仮称）が選定され、2016年（平成28年）3月開業を目指し施設を整備することになり、2016年4月16日にポートホールン長崎として再開した。そして、2017年11月27日には施設名と運営会社名を初代名称である長崎オランダ村に再改名。2021年5月、施設の老朽化やコロナ禍による利用者減少により休園する。

## 概要

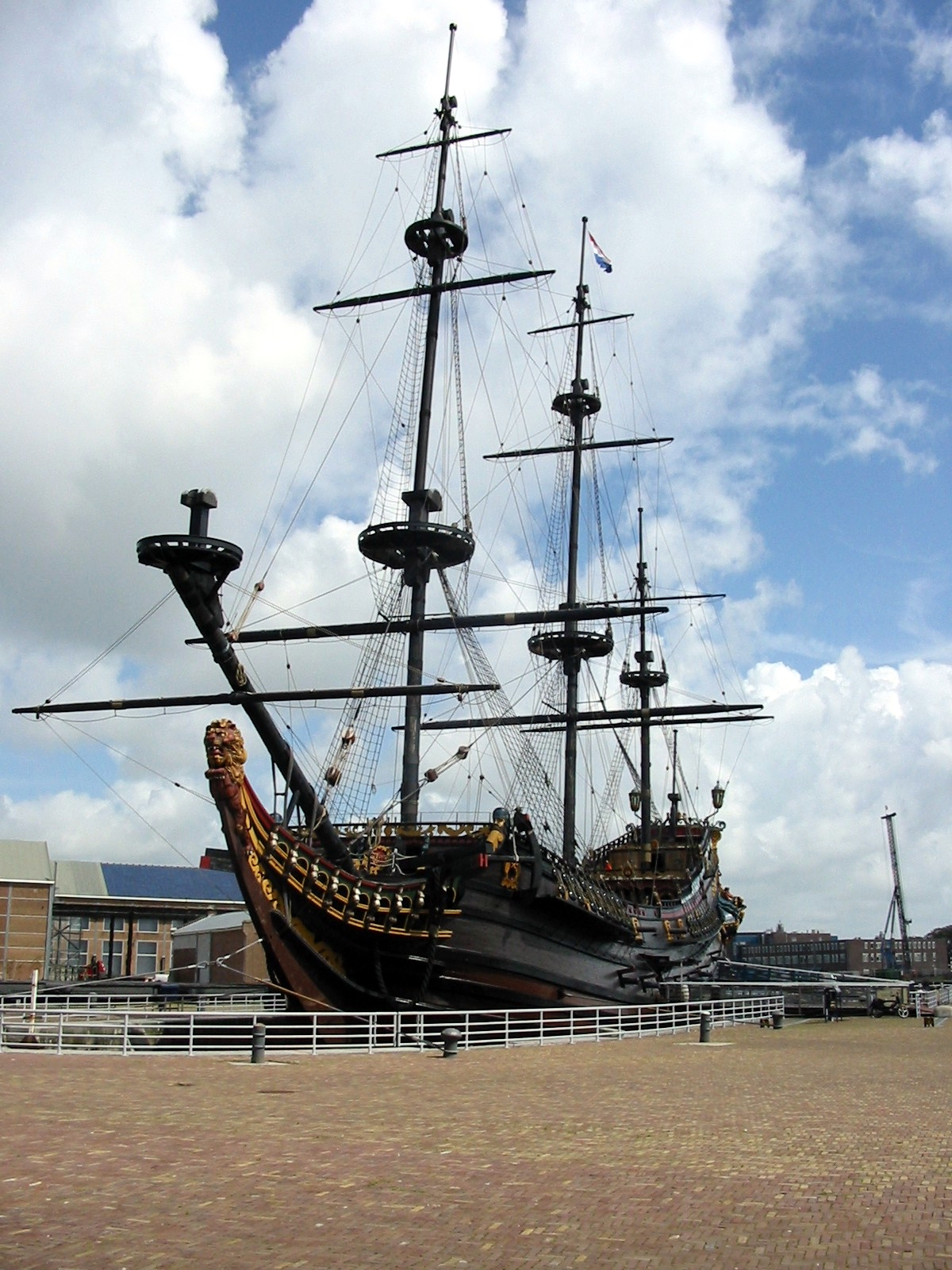
プリンス・ウィレム号のレプリカ。2003年に売却後焼失した

創業者は、西彼町役場職員であった神近義邦。開園当初は生簀料理店を改装した小規模なものだったが、興銀など6つの金融機関から成る協調融資団による巨額融資を受け、80社以上の企業が参加し拡張していった。
神近の「長崎県にゆかりの深いオランダの街並みを、路面に敷かれたレンガ一つまで忠実にそっくりそのまま大村湾の入江に再現する」という大胆なコンセプトは、バブル景気と湾岸戦争による国内旅行需要増加も手伝い長崎観光の新しい目玉に成長、村上龍の小説『長崎オランダ村』の題材にもなり知名度も高まった。ドラマなどのロケ地としても登場し、スーパー戦隊シリーズ9作目の『電撃戦隊チェンジマン』、『誇りの報酬』、『あぶない刑事』の長崎ロケ回では当地が舞台となっている。
CMで流されたテーマソング『長崎オランダ村』は「🎶長崎ぃーオランダぁーヴィレッジぃー🎵」のフレーズで知られる。1986年（昭和61年）頃にはテレビ西日本（TNC）などで夜21時の時報としてカロヨンの鐘を使ったCMを展開した。民族衣装を着たオランダ人スタッフが常駐し、オランダからのパフォーマーがショーを演じるほか、春にはチューリップ祭り、秋には出島祭りを開催した。
1992年（平成4年）3月には佐世保市に、オランダ村とコンセプトを同じく、より大規模なハウステンボスが開業。長崎オランダ村はハウステンボスのサテライトパークとして営業を続けたが、ハウステンボスの経営不振などによって2001年（平成13年）10月21日に閉園。その後、跡地の併合など利用が検討課題となった。

### テーマソング
- 『長崎オランダ村』[13] - 作詞：阿久悠、作曲：都倉俊一、歌：サーカス（1986年）

## 施設
ウィレムスタッド、ブルーメンダム、ザーンス・スカンス、ホールンといったオランダ各地の古い街並みが再現された。
- 風車 - ザーンダムにある野外博物館ザーンセスカンスの風車を再現
- ミニチュアタウン - ハーグにあるミニチュアパーク「マドローダム」の再現
- 出島の1／15模型
- ホールン・トールン - 17世紀にオランダ東インド会社の出港地のひとつとして栄えた港町ホールンのシンボルタワー（1532年造）の再現
- ポルセレイン・ムゼーウム - 陶磁器とオランダ民俗の博物館。有田焼など3000点の飾り磁器に彩られたシャルロッテンブルク宮殿「磁器の間」が復元。
- 大航海体験館 - 大航海をテーマにした大型スクリーンによる映像館。
- プリンス・ウィレム号 - 17世紀最大のオランダ帆船（全長73.5メートル、約2000トン）の復元。1985年に14億円をかけてオランダの造船所で復元したが[16]、ハウステンボス破綻後の2003年にオランダのテーマパークに1億3000万円で売却、2009年に焼失した[17]。
- 海事博物館 - 帆船模型、海図など日蘭貿易の歴史をテーマにした博物館
- マリン・シャトル - ウィレムスタッド地区と対岸のホールン地区を繋ぐ連絡船
- 海洋歴史博物館 - 観光丸、咸臨丸の模型、長崎海軍練習場の写真などの展示
- 帆船映画劇場
- 観光丸 - オランダ国王から幕府に贈られた軍用蒸気帆船の復元船による大村湾クルージング
- マーケット広場 - オランダ・チーズやダイヤモンドなど多彩な売店が集まった広場
- ドンケルブルック教会
- マルケン広場 - 17世紀の漁村を再現
- オランダ座 - ショー・パフォーンマンス会場
- 天体運命館ヘームステーゼ - 中世オランダの古城を再現。天体時計を使った占星術館。
- オランダ村博物館 - スフラーフラランドの貴族館と庭園を再現。オランダ絵画の展示など

## 跡地利用

### キャスビレッジ
閉鎖後、地元自治体、経済界などが跡地の活用策を模索していた。学校の誘致や高齢者向け施設などの案もあがったが、最終的に手を上げたのは、日本テレビ系のバラエティ番組『マネーの虎』に出演した小林敬だった。食のテーマパークと銘打ち、飲食施設のほか、有機野菜ファーム、調理師学校なども整備する予定だった。
2005年（平成17年）3月の開業時には、和食、洋食、中華料理のレストラン、ファストフード店など12店舗をはじめ、結婚式場や、食器・調理器具などをそろえたショップを整備。施設周辺の豊富な食材をその場で調理・販売・消費する「地産地消」を前面に掲げ、初年度の集客50万人、売上高19億円を目指す。
しかし、過剰な設備投資（旧オランダ村の改築費に15億円以上）に加えて、多大な広告を行いながら(長崎県内を小林社長のラッピングバスが多数走っていた)集客が思うように伸びないなどビジネスプランに破綻をきたし、開業からわずか半年余り後、2005年（平成17年）10月3日に運営会社CASジャパン（本社西海市、代表取締役・小林敬）が自己破産した。即日閉鎖され、百数十名の従業員は全員解雇された。

### その後
2009年（平成21年）11月に、跡地は「行政」「福祉」「商業」の3ゾーンに分けた上で活用されることが発表される。
「行政」ゾーンについては、2010年（平成22年）1月下旬より壁の塗り替えなどの改修工事を行い、5月6日に西海市役所西彼総合支所が移転開庁した。オランダ村時代に出国窓口であった2階建ての建物が使われており、1階は市民課と地域課、2階は会議室に使用されることになった。
残りの建物は商業施設や福祉施設に活用予定で改修工事が行われたものの、大半の建物がシロアリの被害などに遭っており、全ての建物を再利用するのは困難な状況であった。風車は固定されており、現時点では動くことはない。なお、2011年（平成23年）5月から敷地の一部を市民に無料開放すると公表され、5月からホールン（オランダホラント州の都市名）地区の開放が始まった。
オランダ村の一部（約9,500m2）の管理運営事業者を公募していた西海市は、2014年（平成26年）9月12日に、長崎バイオパークの運営企業等が設立する新法人ホーランド・ヴィレッジ（仮称）を選定したと発表した。同社は、既存の建物を利用しつつ、海に面した景観を活かして港町を演出し、レストラン、地元特産品などの物販施設、古美術品を展示する有料の美術館を整備して、2016年（平成28年）3月の開業を目指す計画である。入場は無料にし、バイオパークとの間に無料シャトルバスを運行して相乗効果を狙う。
また、2014年（平成26年）11月28日には、ハウステンボスも、長崎オランダ村跡地で最先端のテーマパークを展開することを前向きに検討していると述べた。
2016年、西海市と地元の観光リゾート運営会社ホーランドビレッジ（バイオパークが2014年に設立。同社会長の坂本信吾が社長に就任）が、ホールン地区の約1万平方メートル、20施設を使って、入場無料の市民交流型観光施設「ポート ホールン長崎」を4月に開業することを発表した。

### ポートホールン長崎
「行政」ゾーンを西彼総合支所のまま、2016年4月16日に旧オランダ村の一部を利用した「ポートホールン長崎」が開業した。
入園は無料とし、無料駐車場を用意した。
土地・施設を所有する西海市から約9500平方メートルの敷地、建物を10年間無償で運営会社が借り受けた。市は建物の外装に4億円、運営会社は内装やインフラに1億5千万円を投じて改修した。

### 長崎オランダ村
2017年に、再び名称を「長崎オランダ村」に復活させた。工事・リニューアル・コロナの為臨時休園中となっていたが、2022年3月2日に、既に破損していた会場デッキの改修が困難だとして運営会社に使用貸借契約の解除を通知した。同年11月7日、市から貸与された設備の不具合で休業を余儀なくされたのに、落ち度を認めないのは職権の濫用だとして、運営会社が公務員職権濫用罪で杉澤泰彦市長らを刑事告訴した。今後、市に損害賠償を求め長崎地裁に提訴する方針。これに対して、西海市側も同年9月7日に土地の使用貸借契約が終了しているのに退去せずに不法に占拠していると主張して、2023年5月12日に「長崎オランダ村」に対して土地と建物の明け渡しと契約終了以降の賃料に相当する損害賠償の支払いを求め、長崎地裁に提訴した。長崎地検は「起訴するに足りる証拠がなかった」として同年10月6日付で杉澤市長を不起訴処分にした。

## 所在地・アクセス
- 長崎県西海市西彼町喰場郷1686-3

長崎バス 長崎オランダ村バス停
長崎駅前からの場合大串行き（日中はバイパス日並経由時津北部ターミナル行きに乗り、そこで大串行きに乗り換え）に乗車、約1時間30分。
なお1990年5月2日から、ハウステンボスが開業する前日の1992年3月24日までの間、JR九州が高速船ビートルを博多港から平戸港経由でオランダ村まで運航していた。